# NGC 6827
NGC 6827 é um aglomerado aberto na direção da constelação de Vulpecula. O objeto foi descoberto pelo astrônomo Edouard Stephan em 1878, usando um telescópio refletor com abertura de 31,5 polegadas. 